# 越南鼷鹿
越南鼷鹿（學名：[Tragulus versicolor] 错误：{{Lang}}：文本有斜体标记（帮助）），又名銀背鼷鹿，或按其英語名稱直譯作越南老鼠鹿，是由奥德菲尔德·托马斯於1910年首度描述的物種。 本物種屬哺乳綱偶蹄目鼷鹿科，目前所知只見於越南，是目前世上已知的最小型有蹄類動物，只有相當於兔子或貓的大小。在2004年之前，本物種被視為只是大鼷鹿（T. napu）的一個亞種，儘管其外型更為接近小鼷鹿（T. kanchil）。本物種近年的紀錄非常稀少，自1990年代開始已有近30年不見其踪影。這可能是因為要將本物種跟其他同屬鼷鹿属的其他物種辨識不容易，而在其活動範圍缺乏足夠的田野考察亦使其紀錄很稀少，以至有人認為這個物種很可能已灭绝。
其种加词“versicolor”意为“变色的”、“颜色多样的”。
越南鼷鹿是全球野生動物保護組織“尋找失落物種”倡議關注的25種“最想要的失踪物種”之一。
2019年11月，一組科學家據報導成功拍攝了森林中的越南鼷鹿，這是三十年來的第一次。